# Lambada Peukan
Lambada Peukan is een bestuurslaag in het regentschap Aceh Besar van de provincie Atjeh, Indonesië. Lambada Peukan telt 629 inwoners (volkstelling 2010).